# Uesugi Tomooki
Uesugi Tomooki (上杉 朝興?; 1488 – 4 giugno 1537) fu signore del castello di Edo e nemico del clan Hōjō a cui sottrasse temporaneamente il castello nel 1524-. Figlio di Uesugi Tomoyoshi, uno dei primi oppositori del dominio del clan Hōjō.
Nel 1524 Tomooki tentò di prendere l'inziativa e marciò in difesa del castello di Edo per scontrarsi con le armate del clan Hōjō. Comunque i suoi avversari riuscirono a girargli attorno ed a prendere le sue forze alle spalle, conquistarono il castello con l'aiuto di Ōta Suketata, il custode del castello che tradì gli Uesugi unendosi agli Hōjō. Tomooki prese parte all'assedio di Arai del 1518 e nella battaglia di Ozawahara nel 1530.
Sposò una figlia di Takeda Shingen, primogenito di Takeda Nobutora, ma la donna morì poco dopo il matrimonio
Tomooki morì nel 1537 nel castello di Kawagoe e la guida del clan passò a suo figlio Uesugi Tomosada. Apparteneva al ramo Ōgigayatsu della famiglia Uesugi, distinto dal più potente e noto ramo Yamanouchi, al quale apparteneva Uesugi Kenshin.